# Јурај II Драшковић
Јурај II Драшковић (Билине код Книна, 5. фебруар 1525 -  Беч, 31. јануар 1587) је био је бискуп, кардинал и бан хрватског краљевства у Хабзбуршкој монархији. Припадао је хрватској племићкој породици Драшковић. Период док је био загребачки бискуп обележиће почетак контрареформације на подручју тадашње северозападне Хрватске у Хабзбуршкој монархији.

## Биографија

### Младост и школовање
Јурај II Драшковић је рођен 5. фебруара 1525. године у месту Билине код Книна, као прво дете Бартола Драшковића и Ане Драшковић (Утјешеновић). Био је из хрватске племићке породице Драшковић чији су чланови оставили велики утицај на политички и друштвени живот Хрвата у Угарској, а потом и Хабзбуршкој монархији.
Због непосредних опасности изазваним нападима Османлија на Угарску, Јурај се са породицом сели на посед у близини Карловаца. Након тога, он је остао без оца, па се о њему бринуо његов ујак Јурај Утјешеновић, тада великоварадински бискуп, који ће касније постати и кардинал и утицајан угарски државник.
Утјешеновић га шаље на школовање у Карловац, а од 1547. године школовање наставља на Универзитету у Бечу. Осим хуманизма, тамо се упознао и са протестантизмом, али захваљујући снажној римокатоличкој оријентацији универзитета, остао је привржен римокатолицизму. Након завршених студија у Бечу, 1550. године одлази у Падову да студира права, а годину дана касније бива изабран за студента проректора за подручје Угарског краљевства у Хабзбуршкој монархији.

### Изасланик Фердинанда I
Због Утјешеновићеве сарадње са Османлијама, цар Свето-римског царства Фердинанд I је наредио његово смакнуће 1551. године, те је исте године и погубљен док је био у Румунији. Његова погибија је имала велики утицај на Јураја, а оставила га је и без материјалне подршке коју је добијао од Утјешеновића. Ипак, 1553. године, Фердинанд I га именује за свог изасланика, те Јурај због тога често борави у Бечу, али је до 1557. године обављао и више нижих црквених служби у виду препошта у Араду у Румунији и Јасову у Словачкој које су тада биле део Хабзбуршке монархије. Такође, 1555. године пристуствује на државном сабору у Аугзбургу, као део Фердинандове пратње, где се више упознаје са темом односа римокатолика и протестаната.

### Бискуп и рад на противреформацији

#### Печухшки бискуп
Већ 1557. године, цар Фердинанд I га именује за бискупа у Печуху (данас Печух у Мађарској). Ово именовање је 1560. године потврдио и римски папа Пије IV и то је остао све до 1563. године. Због османског освајања тог подручја, ниједном у тих три године није могао да дође у Печух, те се тамошњим верницима обраћао из писама. За то време, конкретно у периоду 1561. до 1563. године, био је изасланик цара Фердинанда I и Угарског краљевства на заседањима Триденстског сабора. Тема Сабора је била одговор на теолошке и еклизиолошке изазове протестантске реформације. На Сабору, Јурај се залагао за женидбу католичког свештенства, као и за екуменизам и верско јединство Римокатоличке цркве као одговор на освајања Османлија. Тешке преговоре је водио са папиним нунцијем, а касније и кардиналом Станислаусом Хоцијусом, поводом реформских сабора и верског јединства Европе, поводом османске претње.

#### Загребачки бискуп
При завршетку Тридентског сабора, 1563. је постављен за загребачког бискупа и на тој позицији остао све до 1574. године. Одмах по доласку на место бискупа, Јурај је почео да спроводи закључке Тридентског сабора и почео да делује у смеру сузбијања протестантске реформације и обнове римокатолицизма у својој дијецези. Подупирао је и рад исусоваца на подручју тадашње Хрватске. Као бискуп, сазвао је и три бискупијска синода, на којима су донете различите одредбе које су представљале прави почетак контрареформације на подручју северозападне Хрватске. Симпатизери реформације на том подручју су имали подршку у редовима високог племства и грађанства, а то је нарочито било изражено у Вараждину, Градишћу и Копривници, те и градовима са војном посадом из немачких земаља. Због тога је своју борбу Јурај усмерио на споменуте градове. Искључио је велики број свештеника који су подржавали реформацију. Као примери се могу навести и Михајло Бучић, тадашњи свештеник из Белице у Међумурју, који је одштампао једну калвинистичку књигу, те и загребачки свештеник Ђуро Труља, који су ескомуницирани.
Осим мера ескомуницирања, Јурај је основао у Загребу богословију за будуће свештенике загребачке бискупије. Оснивање оваквих богословија су препоруке закључака Тридентског сабора које су имале за циљ да спрече одлазак богослова на студије у иностранство, чиме би се смањио број њихових контаката са припадницима реформације. Осим тога, њиховим оснивањем би се обнављао утицај римокатолика у тим подручјима, те и подстицало образовање и духовна обнова њиховог свештенства. Захваљујући Јурајевом раду, контрареформација је добила темеље на подручју његове бискупије и свој пун замах ће добити и током 17. века.

### Бан
Осим што је водио функцију бискупа, 1567. године, Јурај је именован и за бана Хрватске у оквиру Хабзбуршке монархије и то је био све до 1578. године. Ову титулу је делио са Франкопаном Слуњским до 1572. године, а затим је сам био бан у следеће две године, да би на крају до 1578. године делио ту титулу са Гашпаром Алапићем. Период његовог бановања су обележиле борбе Хабзбуршке монархије против Османлија, те и утврђивање тадашње Војне крајине. Осим тога, радио је активно на борби против снажније немачке управе, као и на помирењу хрватског племства.

#### Сељачка буна 1573. године
Период његове управе ће обележити и хрватско-словеначка сељачка буна 1573. године. У историографији постоје велика неслагања око ове буне, а посебно око улоге Јураја II Драшковића. Буна је избила као последица тешког положаја тамошњих кметова. Сву тежину сукоба са Османлијама, осећали су кметови на које су се ослањали племство и свештенство. Осим тога, они су убирали и велики порез, што је, заједно са пустошењима Османлија, изазвало велики револт код кметова.
Непосредни повод за буну је терор тамођњег барона Фрање Тахија, иначе зета Николе Зринског, који је настојао да преотме део имања племића Амброзија Грегоријанца и Уршуле Мекницер-Хенинг, који су због тога повели против њега оружану борбу између 1565. и 1572. Та побуна је увукла и њихове кметове. Иако је у почетку, на захтев Уршуле, и сам краљ наредио у писму 1564. године на Тахија да не покушава да одузме једно Уршулино имање које је било предмет целог спора, Тахи је игнорисао краљеву наредбу и почео да се наоружава, што је учинила и Уршула. Амброзије и Хенинг, уз помоћ својих кметова, успели су да тешко поразе Тахија који је 1565. године са породицом побегао у Загреб. Кметови су опљачкали Тахијево имање, што је приморало краља да интервенише. Скупљена је банова војска која је кренула на Уршулу, али је претрпела тежак пораз код код Суседграда 3. јула 1565, у коме је оставила и заставу на бојном пољу. Хрватски сабор је прогласио Уршулу и Амброзија за велеиздајнике. Након тога, Тахи је добио назад на управу своја имања, као и имање које је било предмет спора, и почео је да се свети Уршулиним кметовима.
Све ово је довело до сељачке буне 1573. године. Главна побуњеничка снага је била окупљена код Доње Стубице, а против њих бан Јурај Драшковић је упутио Алапића са сталешком и банском војском (бандеријама), која је била ојачана из крајишких упоришта. У крвавој четворочасовној бици код Стубице, банска војска је 9. фебруара тешко поразила устаничке снаге. У току битке, између 3000 и 4000 сељака је убијено од стране Алапићеве војске, а један део њих је обешен након битке.
Према хрватским историчарима Раткају и Шишићу, након овога је убијен велики број устаника, укључујући и Матију Губеца који је био један од њихових вођа. Ипак, према Вјекославу Клаићу, писмо из 1574. године упућену Јурају од стране краља, у коме је краљ захтевао од бана да му одговори да ли су Илија Грегурић и Гушетић кажњени и шта се догодило са осталим вођама те побуне у Загребу, указује на могућност да је Јурај оклевао да изврши пресуду и тиме да спаси заробљене устанике. Према Нади Клаић, он је цара Максимилијана молио да не кажњава смртно побуњенике. Ипак, Јарослав Шидак наводи су неке од вођа устаника, попут Андрије Пасанеца, ипак убијене у Загребу.

### Крај живота
За Калочког надбискупа је проглашен 1574. године, а краљ Рудолф II га 1584. године именује за краљевског намесника за Угарску. Годину дана касније, папа га именује за кардинала.
Умро је 1587. године у Бечу, а сахрањен у Јури у данашњој Мађарској.